# جوش كيلر
جوش كيلر (بالإنجليزية: Josh Keller)‏ (16 فبراير 1975 لاغونا نيغويل الولايات المتحدة - ) هو لاعب كرة قدم أمريكي يلعب كلاعب وسط.